# Opisthokonta
Opisthokonta je velká skupina eukaryot, druhově nejpočetnější z tradičních superskupin. Jejími sesterskými skupinami jsou podle současných znalostí nepočetné skupiny Breviatea a Apusomonadida; spolu pak tvoří klad Obazoa (jméno z počátečních písmen podřazených skupin a standardní přípony -zoa pro prvoky).
Ten pak spolu se skupinou Amoebozoa vytváří superskupinu Amorphea.
Společným znakem opistokont je jediný tlačný bičík (alespoň u některých buněk, např. u spermií, někdy ale organismy bičík druhotně ztratily, např. většina hub) a převládající typ mitochondrií s plochými kristami. Samotný název skupiny je složeninou starořeckých slov ὀπίσθιος (opísthios) – „zadní“ a κοντός (kontós) – „tyčka“, tedy vlastně bičík. Opisthokonta také mají několik biochemických drah, které nejsou známé u jiných eukaryot, jsou schopné vyrábět kolagen a jako zásobní látku používat glykogen.
Dvě hlavní skupiny opistokont jsou houby a živočichové. Kromě nich ještě Opisthokonta zahrnují několik jednobuněčných organismů, buď blíže příbuzných živočichům (spolu s živočichy tvoří skupinu Holozoa; např. trubénky, plísňovky a několik dalších rodů jako Corallochytrea, Capsaspora, Ministeria) nebo spíše houbám (ty pak spolu s houbami tvoří skupinu Holomycota/Holofungi; např. rody Nuclearia, Fonticula). Situace není zatím ustálená – např. skupinu Opisthosporidia čili ARM (tvořenou afelidiemi, rozellosporidiemi/kryptomycetami a mikrosporidiemi, pravděpodobně však nepřirozenou) některé studie považují za bazální skupinu hub (Fungi), některé za jejich sesterskou skupinu, což je však pouze formální záležitost, která nijak nemění pozici obsažených taxonů na fylogenetickém stromě, upřesňovanou fylogenetikými analýzami.